# Dnipro
Dnipro hay Dnepropetrovsk (tiếng Ukraina: Дніпро Dnipro; tiếng Nga: Днипро Dnipro, trước đây là Екатериносла́в Yekaterinoslav; phát âm như "đờ-nhi-pờ-rô-pê-tro-sơ-kơ") là thành phố lớn thứ tư của Ukraina với dân số 968.502 người vào năm 2022 , diện tích: 397 km². Thành phố tọa lạc tại phía Nam Trung bộ của Ukraina, phía nam của Kiev, bên sông Dnepr. Dnipropetrovsk là thủ phủ hành chính của tỉnh Dnipropetrovsk.
Vùng đô thị Dnipropetrovsk có dân số 968.502 người (năm 2022).
Thành phố là một trung tâm công nghiệp chính của Ukraina, trong thời kỳ Xô Viết, Dnipropetrovsk đã là một trong những trung tâm công nghiệp hạt nhân, vũ khí và không gian của Liên Xô. Đây là quê hương của Yuzhmash, một cơ sở thiết kế và chế tạo tên lửa và công nghiệp không gian lớn. Do đây là thành phố chế tạo, thành phố này là một thành phố cấm (không cho người nước ngoài vào) cho mãi đến thập niên 1990.
Dnipropetrovsk có hệ thống giao thông hiện đại như tàu điện ngầm Dnipropetrovsk với một tuyến đường và sáu nhà ga. Đây là thành phố quê hương của Câu lạc bộ bóng đá nổi tiếng FC Dnipro Dnipropetrovsk.

## Lịch sử
Thành phố với tên gọi là Dnipropetrovsk đã được thành lập như là một phần của việc mở rộng của đế chế Nga vào vùng đất phía Bắc của Biển Đen, được gọi là Novorossiysk gubernia. Thành phố ban đầu có tên Yekaterinoslav, nghĩa là "vinh quang của Yekaterina" (Catherine Đại đế). Nó đã trở thành trung tâm hành chính của Governorate Yekaterinoslav.
Cossack và quân đội Nga đã chiến đấu chống lại Đế chế Ottoman kiểm soát của khu vực này trong chiến tranh Nga-Thổ Nhĩ Kỳ (1768-1774). Hiệp ước Küçük Kaynarca kết thúc cuộc chiến này trong tháng 7 năm 1774, và tháng 5 năm 1775 quân đội Nga phá hủy các Sich Zaporozhia khác, do đó loại trừ sự độc lập chính trị của Cossack. Năm 1774, hoàng tử Grigori Potemkin được bổ nhiệm làm thống đốc của Novorossiysk gubernia, và sau khi tiêu huỷ Zaporozhia Sich khác, ông bắt đầu thiết lập thành phố trong khu vực và khuyến khích người định cư nước ngoài. Thành phố Yekaterinoslav được thành lập vào năm 1776, không ở trong vị trí lúc đó, nhưng tại hợp lưu của sông Samara với sông Kil'chen tại Loshakivka, phía bắc của Dnepr. Đến năm 1782, dân số thành phố là 2.194 người. Tuy nhiên, địa điểm đã được lựa chọn tỏ ra tồi tệ bởi vì các nước mùa xuân đã biến thành phố thành đầm lầy. Khu định cư sau đó được đổi tên thành Novomoskovsk. Trong năm 1783, Yekaterinoslav được thành lập lại trên địa điểm hiện tại của nó, trên bờ phía nam của Dnepr, gần làng Zaporozhia Polovytsia. Dân số Yekaterinoslav-Kil'chen '(theo một số nguồn) chuyển giao cho địa điểm mới. Kế hoạch của Potemkin cho thành phố cực kỳ tham vọng. Nó có kích thước khoảng 30 km 25 km.
Than đá của Donetsk cần thiết để luyện gang từ quặng sắt Kryvyi Rih, tạo ra nhu cầu phải có tuyến đường sắt kết nối Donetsk với Kryvyi Rih. Công xây dựng tuyến đường sắt đã được cho phép trong năm 1881, và nó khai trương năm 1884. Tuyến đường sắt đi qua Dnepr tại Yekaterinoslav. Thành phố phát triển nhanh chóng, vùng ngoại ô mới xuất hiện: Amur, Nyzhnodniprovsk và các khu vực nhà máy sản xuất phát triển. Năm 1897, Yekaterinoslav trở thành thành phố thứ ba trong Đế quốc Nga có xe điện. Trường Khai thác mỏ mở cửa vào năm 1899, và 1913, nó đã phát triển thành Viện Khai thác mỏ.
Nga thất bại trong cuộc chiến tranh Nga-Nhật 1905 trong cuộc nổi dậy chống lại Sa hoàng ở nhiều nơi bao gồm cả Yekaterinoslav. Hàng chục người đã thiệt mạng và hàng trăm người bị thương. Có một làn sóng các cuộc tấn công chống người Do Thái. 
Từ 1902 đến 1933, nhà sử học nổi tiếng của Cossacks Zaporozhian, Dmytro Yavornytsky, là Giám đốc Bảo tàng Dnipropetrovsk, mà sau này được mang tên ông. Trước khi qua đời vào năm 1940, Yavornytsky đã viết lịch sử của thành phố Yekaterinoslav, nằm trong bản thảo trong nhiều năm. Nó chỉ được xuất bản năm 1989 như là một kết quả của những cải cách của Gorbachev.
Từ 1902 đến 1933, các nhà sử học nổi tiếng của Cossacks Zaporozhian, Dmytro Yavornytsky, là Giám đốc Bảo tàng Dnipropetrovsk, mà sau này được mang tên ông. Trước khi qua đời vào năm 1940, Yavornytsky đã viết một lịch sử của thành phố Yekaterinoslav, nằm trong bản thảo trong nhiều năm. Nó chỉ được xuất bản năm 1989 như là một kết quả của những cải cách của Gorbachev.